# ريتشارد غرانت أغسطس دونيلي
ريتشارد غرانت أغسطس دونيلي (بالإنجليزية: Richard Grant Augustus Donnelly)‏ هو سياسي أمريكي، ولد في 4 مارس 1841، وتوفي في 27 فبراير 1905. حزبياً، نشط في الحزب الديمقراطي.